# Енциклопедія мистецтва (Іран)
Енциклопедія мистецтва (перс. دایرةالمعارف هنر) — це книга, що вийшла в Ірані у видавництві Сучасна культура, автором якої є Руїн Пакбаз.
Основні теми енциклопедії: малярство, скульптура і графіка. Але також представлена й інформація про такі галузі як кераміка, каліграфія, мозаїка і архітектура. Енциклопедія має 2855 записів а також 844 чорно-білих і 160 кольорових зображень. Вона складається з одного головного розділу й трьох додатків, кожен з яких впорядкований за алфавітом.
В основному розділі написано про художників, скульпторів та інших митців; методи, школи і стилі; матеріали та інструменти; технічну термінологію та естетику.
В першому додатку, який має назву «Історія» у формі статей проаналізовано розвиток мистецтва з точки зору історичних періодів. У другому додатку написано про теми, які пов'язані з мистецтвом у різних суспільствах, такі як: релігійні або літературні діячі, боги та історичні події. У третьому додатку подано більш як 1580 запозичень та їх перські еквіваленти, а також інші терміни.
Більша частина книги присвячена іранському мистецтву, зокрема, сучасному.

## Розділи
- Передмова
- Керівництво з використання
- 1. Головний розділ, 2537 записів
- 2. Зображення, 844 чорно-білих і 160 кольорових
- 3. Додаток 1 (Історія), 55 записів
- 4. Додаток 2 (Теми), 263 записів
- 5. Додаток 3 (Запозичення), 1580 слів (переважно англійських) та їх перські відповідники
- 6. Перелік записів пов'язаних з Іраном